# El Cedro, Guanajuato
El Cedro är en ort i Mexiko.   Den ligger i kommunen Guanajuato och delstaten Guanajuato, i den centrala delen av landet, 280 km nordväst om huvudstaden Mexico City. El Cedro ligger 2 287 meter över havet och antalet invånare är 397.
Terrängen runt El Cedro är kuperad. Runt El Cedro är det ganska tätbefolkat, med 144 invånare per kvadratkilometer. Närmaste större samhälle är Guanajuato, 5,1 km nordväst om El Cedro. Trakten runt El Cedro består i huvudsak av gräsmarker.